# Церумен
Церумен је жућкаста смоласта материја која се излучује у ушним каналима људи и многих других сисара. Излучују је церуменалне жлијезде знојнице које су смјештене у уву. Смола облаже кожу звуковода и чини је маснијом, влажном и еластичном, својим мирисом одбија бубе, а пружа и одређену заштиту против бактерија, гљива и воде. Прекомјерно лучење церумена може проузроковати притисак у бубним опнама и привремено или трајно оштећење слуха.

## Чишћење
Покретање вилице помаже при природном процесу чишћења ува од церумена, тако да и жвакање обичне жвакаће гуме и причање могу бити од помоћи. Умекшавање церумена уз помоћ маслиновог уља или неког другог церуменолитичког средства обично помаже да церумен сам изађе. Ако то није довољно, техника коју љекари најчешће користе јесте испирање ушију млаком водом. У овој техници, обична топла вода се уз помоћ већег шприца сипа у уво, да би истјерала нагомилан церумен. Оториноларинголози често користе кирету да би механички одстранили вишак церумена, кад се није потпуно залијепио за уво, а омета слух. Штапићи за уво, с друге стране, сатераће смолу дубље у ушни канал, а одстраниће само мањи дио церумена који се залијепи за вату.

### Испирање
Аутори Вилсон и Розер су подробно објаснили процес испирања ушију, те препоручују да се, при испирању, ушна шкољка повуче уназад и нагоре, а да се врх шприца усмјери на исти начин — према стражњем дијелу главе и нагоре, да би млаз воде улазио преко горњег зида ушног канала и излазио преко доњег, чистећи и носећи собом церумен и прљавштину. Осим млаке воде, као раствор се могу користити и:
- Физиолошки раствор[4]
- Раствор соде бикарбоне[5]
- Раствор воде и сирћета, у циљу спречавања секундарне инфекције.[6]

Пацијентима обично више одговара да температура воде буде иста као и температура тијела, пошто више или ниже температуре могу узроковати мућење у глави. Шарп препоручује температуру од 37 °, док Блејк препоручује 38 °, један степен изнад температуре тијела, и наглашава да се ово провјери термометром. Било која друга температура може узроковати несвјестицу и вртоглавицу.
Испирање мора да буде безболно и мора се обратити пажња да млаз воде не буде прејак. Дјеци треба испирати уши мањом брзином и снагом. Испирање некад треба поновити више пута. Ако млаз топле воде наноси бол, треба смањити снагу и брзину млаза. Најбоље је почети са више слабих млазева, а затим све јачим, док вода не истјера главне наслаге церумена. Ова процедура се може обавити и код куће, у купатилу или користећи здјелу у коју ће се вода сливати, користећи стерилни шприц из апотеке и обичну млаку воду. Након испирања, главу треба нагнути тако да преостала вода може да излази напоље. Такође, ушна шкољка се може повући уназад, да би се исправио ушни канал и вода лакше истицала.

### Штапићи за уши
Штапићи за уши се генерално не препоручују за чишћење ушног канала, јер се на тај начин церумен гура дубље у уво, а ако се користи непажљиво, може оштетити или чак пробити бубну опну. Такође, комадићи вате могу отпасти и остати у уву заједно са церуменом. Препоручују се само за чишћење спољашњег дијела ува, тј. за чишћење ушне шкољке и самог улаза ушног канала.

## Занимљивости
Многим врстама китова церумен се нагомилава годишње, у слојевима, те у зависности од врсте кита за једну годину могу да се наслажу један, два или четири слоја. Слично одређивању старости стабла по броју годова, након смрти кита његова старост се може процијенити по броју слојева церумена.